# Llengües mbam
Les llengües mbam són un grup de llengües bantoides meridionals, classificades com a llengües bantus dins de la zona A en la classificació de Guthrie. No obstant això, hi hsdubtes sobre la seva pertinença al grup bantu pròpiament dit. D'acord amb algunes comparacions lexicoestadístiques aquestes llengües no serien pròpiament llengües bantus, encara que sí llengües bantoides. Janssens (1992-93) col·loca dins del grup mbam totes les llengües codificades per Guthrie com A.60, la meitat de les codificades com A.40 i inclou tentativamente al bubi (A.31). R. Blench (2011) inclou també al grup jarawà en A.60, encara que manté a tots dos grups dins del bantu.
- Sanaga (A60): Tuki (Bacenga), Leti
- West Mbam (A40): Bati (A60), Nomaande (Mandi)–Tunen (Aling'a, Banen)–Tuotomb-Yambeta, Nyokon
- Yambasa (A60): Nubaca, Mbule, Nugunu, Elip-Mmaala-Yangben
- Jarawà (vegeu)
- ?Bubi (A31)